# Ровинка
Ровинка (слч. Rovinka) насељено је мјесто са административним статусом сеоске општине (слч. obec) у округу Сењец, у Братиславском крају, Словачка Република.

## Становништво
| Година:    | 1994. | 2004.   | 2014.     | 2024.     |
| ---------- | ----- | ------- | --------- | --------- |
| Број људи: | 1216  | 1368    | 3021      | 6322      |
| Разлика:   |       | +12,5 % | +120,83 % | +109,26 % |

| Година:    | 2023. | 2024.   |
| ---------- | ----- | ------- |
| Број људи: | 6099  | 6322    |
| Разлика:   |       | +3,65 % |

Према подацима о броју становника из 2011. године насеље је имало 2.382 становника.